# Ecclesia in Oceania
Ecclesia in Oceania – adhortacja papieża Jana Pawła II wydana w roku 2001.
Dokument jest owocem obrad Specjalnego Zgromadzenia Synodu Biskupów dla Oceanii, który odbył się w Rzymie w roku 1998. Adhortacja nakreśla ramowy program ewangelizacji tego rozległego kontynentu, w skład którego wchodzą tysiące wysp, Australia i Nowa Zelandia. Papież przeanalizował sytuację społeczną i religijną Oceanii.
Adhortacja była pierwszym dokumentem papieskim, który oficjalnie został wysłany pocztą elektroniczną. Papież użył do tego celu laptopa.
Ecclesia in Oceania została podpisana 22 listopada 2001. Była najważniejszym dokumentem 24. roku pontyfikatu papieża Polaka.
- Główne tematy:
  - Wiara zawdzięczana misjonarzom i imigrantom
  - Budowanie zjednoczonej wspólnoty
  - Wezwanie do misji
  - Inkulturacja
  - Potrzeba nowej ewangelizacji
  - Wyzwolenie i pomoc w rozwoju
  - Troska o powołania i nadzieja